# Diócesis de Trapani
La diócesis de Trapani (en latín: Dioecesis Drepanensis y en italiano: Diocesi di Trapani) es una circunscripción eclesiástica de la Iglesia católica en Italia. Se trata de una diócesis latina, sufragánea de la arquidiócesis de Palermo. Desde el 24 de septiembre de 2013 su obispo es Pietro Maria Fragnelli.

## Territorio y organización

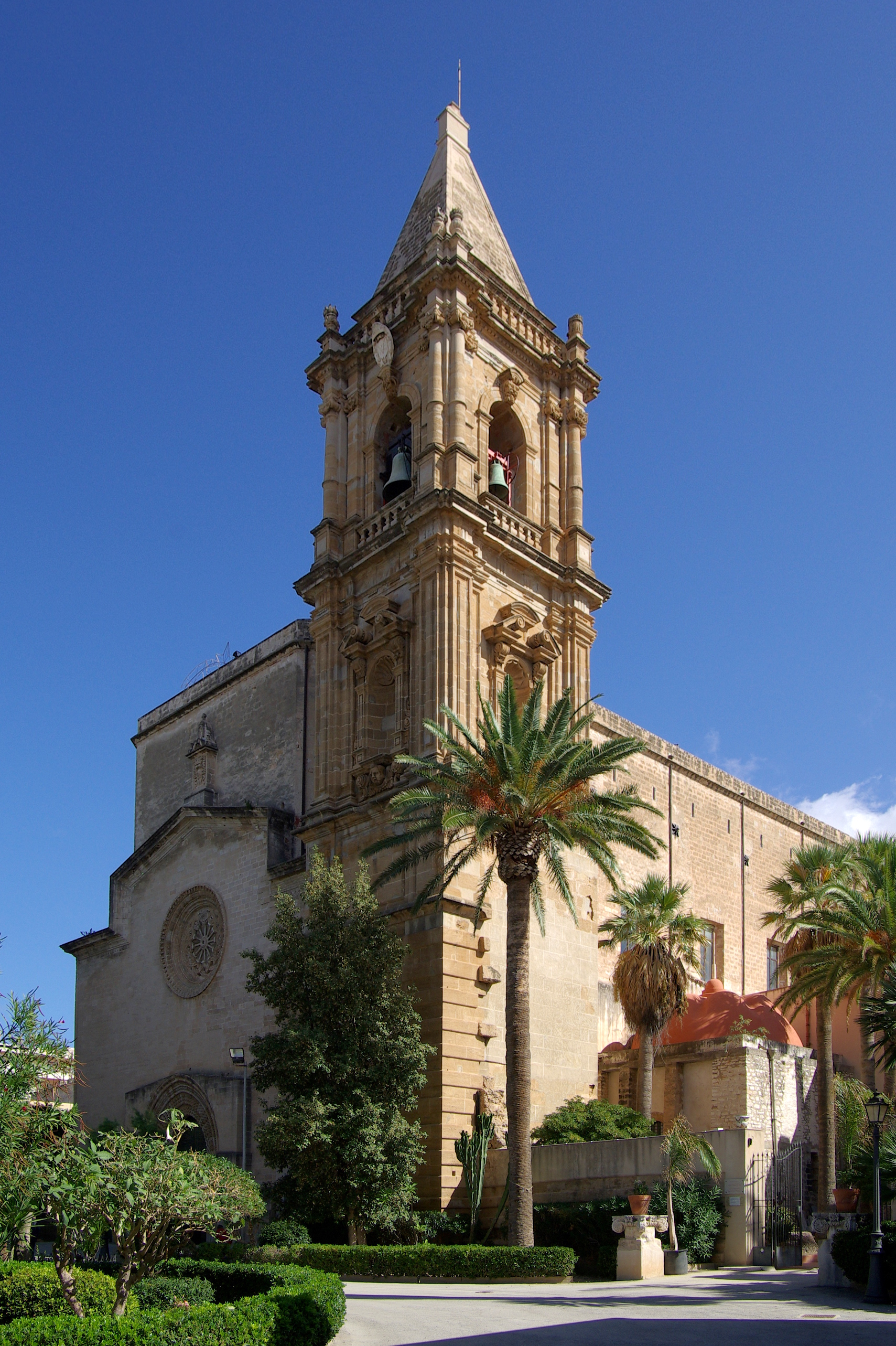
Basílica santuario de María Santísima Anunciada, en Trapani

La diócesis tiene 1089 km² y extiende su jurisdicción sobre los fieles católicos de rito latino residentes en parte de la región de Sicilia, comprendiendo: 12 comunas del consorcio comunal libre de Trapani (que en 2015 remplazó a la abolida provincia de Trapani): Trapani, Alcamo, Buseto Palizzolo, Calatafimi Segesta, Castellammare del Golfo, Custonaci, Erice, Islas Egadas, Misiliscemi (creada en 2021 con parte de la comuna de Trapani), Paceco, San Vito Lo Capo y Valderice.

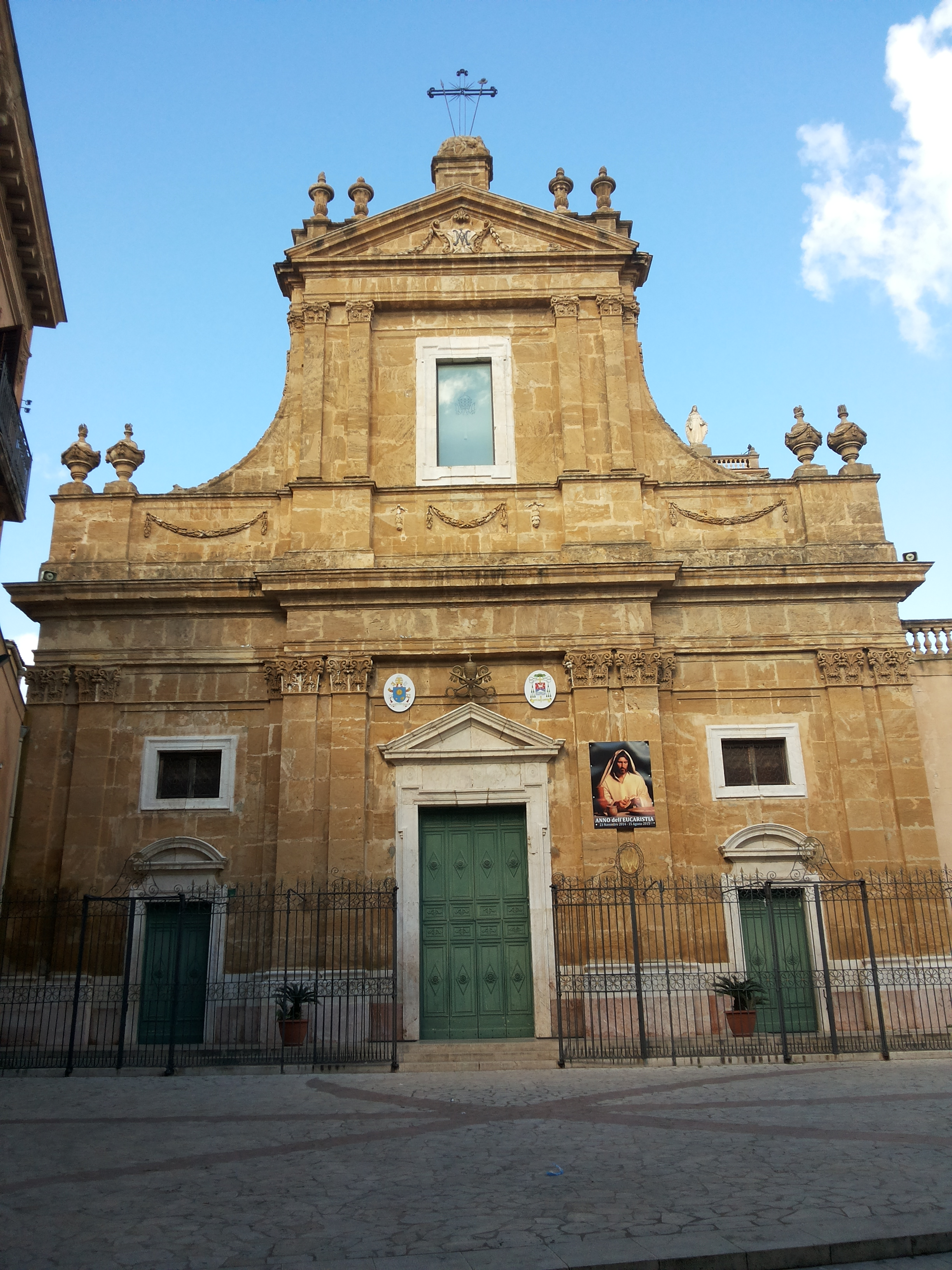
Basílica de Santa María Asunta, en Alcamo

Limita con la arquidiócesis de Palermo al este y con la diócesis de Mazara del Vallo al sur.
La sede de la diócesis se encuentra en la ciudad de Trapani, en donde se halla la Catedral de San Lorenzo. En el territorio diocesano se encuentran 4 basílicas menores: santuario de María Santísima Anunciada, San Pedro y San Nicolás, las 3 en Trapani, y Santa María Asunta, en Alcamo.
En 2022 en la diócesis existían 94 parroquias agrupadas en 4 vicariatos foráneos: Trapani città-Erice Casa Santa-Isole Egadi, Agro Ericino, Paceco y Agro trapanese, Golfo di Castellammare.

## Historia
El cristianismo hizo su entrada en la zona de Trapani muy tempranamente, debido a sus estrechos vínculos con la Iglesia cartaginesa. De hecho, el culto y la devoción hacia los santos y mártires africanos se extendió en la isla, entre ellos san Julián, san Liberal, mártir en Cartago, y otros santos. Hasta la ocupación árabe de Sicilia el territorio de Trapani estaba bajo la autoridad del obispo de Lilibeo. Las fuentes informan de la existencia de un obispo de Trapani en el siglo X y XI, quizás debido a la decadencia de Lilibeo, sometido a la autoridad del arzobispo de Siracusa. Cuando los normandos conquistaron la isla, Trapani y su territorio pasaron a formar parte de la nueva diócesis de Mazara..
La primera solicitud para establecer una diócesis en Trapani se remonta a 1496, pero siempre fue rechazada por los obispos de Mazara. En el siglo XIX se reanudaron las iniciativas en favor de una nueva diócesis, sostenidas por la creencia en la antigüedad de la Iglesia de Trapani, fundada por el apóstol Pedro, y por la presunta presencia de un obispo de Trapani (episcopus Drepani) en el Concilio de Nicea I del año 325.
La diócesis fue erigida el 31 de mayo de 1844 mediante la bula Ut animarum Pastores del papa Gregorio XVI, tomando su territorio de la diócesis de Mazara del Vallo. Originalmente incluía: Trapani, Monte San Giuliano (hoy Erice), Paceco, Xitta, Favignana, Pantelaria y sus dependencias.
El primer obispo fue el redentorista lucano Vincenzo Maria Marolda, que hizo su entrada solemne en la diócesis la víspera de Navidad de 1844. Trabajó por la fundación del seminario episcopal, inaugurado en las instalaciones del convento de San Francisco el 7 de noviembre de 1845, por la obligación de actualización teológica para el clero y por una presencia permanente de sacerdotes en las islas. Habiéndose hecho enemigo de los rebeldes en 1848, tuvo que abandonar la diócesis junto con los demás funcionarios borbones. La diócesis fue confiada al vicario general que la gobernó hasta la renuncia de Marolda en octubre de 1851.
Posteriormente, debido a desacuerdos entre el gobierno de Nápoles y la Santa Sede, la diócesis permaneció vacante durante casi dos años, hasta el nombramiento de Vincenzo Ciccolo Rinaldi. Vivió los años difíciles del enfrentamiento entre católicos tradicionalistas y católicos liberales, encabezados por el sacerdote Vito Pappalardo, profesor del seminario. Durante los disturbios de 1860, se vio obligado a exiliarse y regresó a la diócesis sólo en 1866. Ciccolo Rinaldi vivió también los primeros años difíciles y tensos de la unificación italiana, que comprendió la supresión de las órdenes religiosas y la confiscación de los bienes eclesiásticos, con la liquidación de los bienes de la Iglesia. Sólo en Trapani fueron confiscadas y puestas a la venta 541 propiedades de la diócesis. Su sucesor Giovanni Battista Bongiorno también tuvo que esperar hasta el 27 de julio de 1879 para la concesión del exequatur, retrasado por los intentos del gobierno liberal de intervenir en el nombramiento de obispos, también con la pretensión de arrebatar a los monarcas anteriores el patronato real, es decir, de gozar del derecho de presentación de obispos.
A principios del siglo XX el modernismo hizo su aparición en la diócesis, débilmente dirigido por el obispo de Cannitello, Stefano Gerbino, quien dimitió en 1906 por motivos de salud. Su sucesor, Francesco Maria Raiti, trabajó para cortar de raíz las ideas modernistas (a través del periódico "La Fiaccola"), prohibió los abusos en el campo litúrgico, fundó el boletín diocesano, reformó el seminario, inició la implementación de la encíclica Il fermo proposito sobre el asociacionismo católico y publicó el calendario litúrgico propio de la diócesis. En 1911 se celebró el primer sínodo diocesano, donde se tomaron disposiciones para defender el dogma, el culto, el rito y la disciplina. En 1912, mediante un recurso ante el Consejo de Estado, obtuvo la abolición de la decisión comunal de prohibir la enseñanza de la religión en las escuelas.
Su sucesor, Ferdinando Ricca, no ocultó sus simpatías por el fascismo. Durante la Segunda Guerra Mundial los bombardeos sobre la ciudad provocaron la destrucción de la residencia episcopal y del seminario.
El 15 de septiembre de 1950, mediante el decreto Dioecesis Drepanensis de la Congregación Consistorial, se aprobaron amplias variaciones territoriales: la diócesis anexó las ciudades y territorios de Alcamo, Calatafimi y Castellammare del Golfo, que pertenecían a la diócesis de Mazara del Vallo, a la que se devolvió la jurisdicción sobre la isla de Pantelaria.
El 8 de mayo de 1993 el papa Juan Pablo II realizó una visita pastoral a la diócesis.
El 30 de enero de 2006 la Congregación para el Culto Divino y la Disciplina de los Sacramentos confirmó a Nuestra Señora de Trapani como patrona principal de la diócesis y a san Alberto degli Abbati como patrono secundario.

## Estadísticas
Según el Anuario Pontificio 2023 la diócesis tenía a fines de 2022 un total de 194 327 fieles bautizados.
| Año                                                                             | Población            | Población | Población      | Sacerdotes | Sacerdotes    | Sacerdotes    | Bautizados por sacerdote | Diáconos permanentes | Religiosos | Religiosos | Parroquias |
| Año                                                                             | Bautizados católicos | Total     | % de católicos | Total      | Clero secular | Clero regular | Bautizados por sacerdote | Diáconos permanentes | Varones    | Mujeres    | Parroquias |
| ------------------------------------------------------------------------------- | -------------------- | --------- | -------------- | ---------- | ------------- | ------------- | ------------------------ | -------------------- | ---------- | ---------- | ---------- |
| 1950                                                                            | 139 100              | 139 603   | 99.6           | 86         | 50            | 36            | 1617                     |                      | 43         | 228        | 30         |
| 1970                                                                            | 207 043              | 209 659   | 98.8           | 114        | 113           | 1             | 1816                     |                      | 50         |            | 76         |
| 1980                                                                            | 199 000              | 203 200   | 97.9           | 144        | 95            | 49            | 1381                     | 1                    | 56         | 334        | 82         |
| 1990                                                                            | 199 000              | 203 575   | 97.8           | 132        | 85            | 47            | 1507                     | 1                    | 54         | 266        | 94         |
| 1999                                                                            | 204 350              | 204 455   | 99.9           | 124        | 80            | 44            | 1647                     | 4                    | 48         | 228        | 87         |
| 2000                                                                            | 203 207              | 204 157   | 99.5           | 125        | 80            | 45            | 1625                     | 5                    | 54         | 229        | 94         |
| 2001                                                                            | 202 490              | 203 584   | 99.5           | 122        | 76            | 46            | 1659                     | 5                    | 52         | 217        | 94         |
| 2002                                                                            | 203 408              | 203 424   | 100.0          | 123        | 77            | 46            | 1653                     | 8                    | 50         | 226        | 94         |
| 2003                                                                            | 203 401              | 203 415   | 100.0          | 116        | 73            | 43            | 1753                     | 8                    | 49         | 210        | 94         |
| 2004                                                                            | 197 982              | 202 018   | 98.0           | 117        | 73            | 44            | 1692                     | 10                   | 50         | 164        | 94         |
| 2010                                                                            | 207 300              | 208 084   | 99.6           | 112        | 77            | 35            | 1850                     | 17                   | 43         | 171        | 94         |
| 2014                                                                            | 203 100              | 204 600   | 99.3           | 99         | 69            | 30            | 2051                     | 17                   | 36         | 145        | 94         |
| 2017                                                                            | 199 400              | 205 480   | 97.0           | 102        | 69            | 33            | 1954                     | 20                   | 39         | 143        | 94         |
| 2020                                                                            | 198 590              | 202 692   | 98.0           | 101        | 70            | 31            | 1966                     | 19                   | 39         | 138        | 94         |
| 2022                                                                            | 194 327              | 197 439   | 98.4           | 92         | 70            | 22            | 2112                     | 19                   | 28         | 129        | 94         |
| Fuente: Catholic-Hierarchy, que a su vez toma los datos del Anuario Pontificio. |                      |           |                |            |               |               |                          |                      |            |            |            |

### Vida consagrada
Las comunidades religiosas y sociedades femeninas que desarrollan sus actividades pastorales en la diócesis son: Agustinas Siervas de Jesús y María, Hijas de la Caridad (canosianas), Pobres Hijas de María Santísima Coronada, Franciscanas del Señor, Franciscanas de la Inmaculada Concepción de Lipari, Oblatas de María Virgen de Fátima, Oblatas del Divino Amor, Ursulinas del Santísimo Crucificado, Salesianas Oblatas del Sagrado Corazón, Hermanas del Sagrado Corazón del Verbo Encarnado, Apóstoles de la Palabra, Fraternidad Siervas de Jesús Pobre, Hermanas Misioneras de la Divina Misericordia, Hermanas del Corazón Inmaculado de María y Hermanitas de la Presentación de María al Templo; todas estas de vida apostólica. Las religiosas de clausura o vida monacal pertenecen a la Orden de las Hermanas Pobres de Santa Clara, a las Monjas de la Orden de San Benito y a las Benedictinas del Ángel Custodio.
En cuanto a las comunidades y sociedades masculinas, en Trapani, trabajan los franciscanos conventuales, los carmelitas, los rosminianos, los franciscanos observantes, los salesianos, los canosianos, los pasionistas, la Comunidad de las Bienaventuranzas y el Pontificio Instituto Misiones Extranjeras.

## Episcopologio

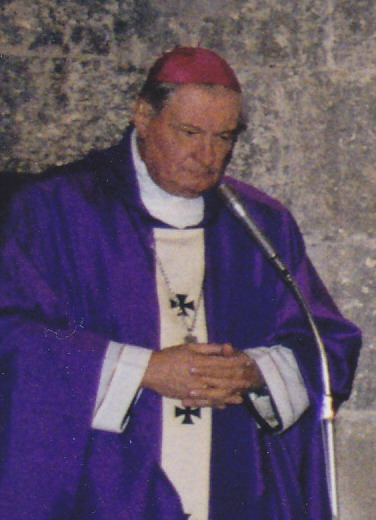
Alessandro Plotti fue administrador apóstolico de Trapani de 2012 a 2013

- Vincenzo Maria Marolda, C.SS.R. † (22 de julio de 1844-18 de octubre de 1851 renunció[nota 1])
- Vincenzo Ciccolo Rinaldi † (27 de junio de 1853-8 de julio de 1874 falleció)
- Giovanni Battista Bongiorno † (21 de diciembre de 1874-22 de septiembre de 1879 nombrado obispo de Caltagirone)
- Francesco Ragusa † (22 de septiembre de 1879-8 de abril de 1895 falleció)
- Stefano Gerbino di Cannitello, O.S.B. † (29 de noviembre de 1895-abril de 1906 renunció)
- Francesco Maria Raiti, O.Carm. † (6 de diciembre de 1906-1 de mayo de 1932 falleció)
- Ferdinando Ricca † (12 de agosto de 1932-3 de abril de 1947 falleció)
- Filippo Iacolino † (10 de noviembre de 1947-21 de julio de 1950 falleció)
- Corrado Mingo † (17 de diciembre de 1950-28 de abril de 1961 nombrado arzobispo de Monreale)
- Francesco Ricceri † (15 de mayo de 1961-31 de julio de 1978 retirado)
- Emanuele Romano † (31 de julio de 1978 por sucesión-8 de septiembre de 1988 retirado)
- Domenico Amoroso, S.D.B. † (8 de septiembre de 1988-18 de agosto de 1997 falleció)
- Francesco Miccichè (24 de enero de 1998-19 de mayo de 2012 relevado)[nota 2]
- Pietro Maria Fragnelli, desde el 24 de septiembre de 2013